# Neuroleon (Neuroleon) sansibaricus
Neuroleon (Neuroleon) sansibaricus is een insect uit de familie van de mierenleeuwen (Myrmeleontidae), die tot de orde netvleugeligen (Neuroptera) behoort. 
Neuroleon (Neuroleon) sansibaricus is voor het eerst wetenschappelijk beschreven door Navás in 1913.